# Narodni parki Mongolije
Mongolija ima 109 zavarovanih območij, ki pokrivajo 310.015 km2 – 19,8 % ozemlja države, razdeljenih na 31 narodnih parkov, 32 naravnih rezervatov, 14 strogo zavarovanih območij in 13 naravnih spomenikov. Poleg tega je tu šest biosfernih rezervatov UNESCO, dve območji svetovne dediščine in 11 Ramsarskih območij.
Mongolija ima dolgo zgodovino protekcionizma, ki se je začela z razglasitvijo svete gore Bogd Khan za zavarovano območje leta 1778, veliko pred prvim narodnim parkom v Združenih državah Amerike, Narodni park Yellowstone, leta 1872. Mongolija je svoja zavarovana območja razdelila v štiri kategorije: strogo zavarovana območja, narodni parki, naravni rezervati in naravni spomeniki.
| #  | Ime                                        | Slika | Lokacija                                                 | Zemljevid                                                               | Površina (km2) | Leto ustanovitve | Opis |
| -- | ------------------------------------------ | ----- | -------------------------------------------------------- | ----------------------------------------------------------------------- | -------------- | ---------------- | --- |
| 1  | Narodni park Altaj Tavan Bogd              |       | provinca Bajan-Ölgii 48°33′N 88°37′E / 48.550°N 88.617°E | Narodni parki Mongolije se nahaja v Mongolija · Narodni parki Mongolije | 6362           | 1996             | Park (Altajski naravni kompleks petih svetnikov), ki je v Altajskih gorah na skrajnem zahodu Mongolije, vključuje Tavan Bogd, najvišjo goro v Mongoliji. V parku je tudi Petroglifski kompleksi mongolskega Altaja, ki je na Unescovem seznamu svetovne dediščine.                                                                              |
| 2  | Narodni park Gobi Gurvansajhan             |       | Provinca Južni Gobi 43°N 104°E / 43°N 104°E              | Narodni parki Mongolije se nahaja v Mongolija · Narodni parki Mongolije | 26947          | 1993             | Park (Gobi Trije čudoviti naravni kompleksi) je v gorovju Gurvan Sajhan v puščavi Gobi v južni osrednji Mongoliji. Je največji narodni park v Mongoliji. Med znamenitostmi so Sipine Hongorin Els, Pojoči pesek, velik kompleks peščenih sipin, ki segajo do jugovzhodnega Altaja.                                                              |
| 3  | Narodni park Gorki-Terelj                  |       | Provinca Töv 48°09′N 107°34′E / 48.150°N 107.567°E       | Narodni parki Mongolije se nahaja v Mongolija · Narodni parki Mongolije | 2932           | 1993             | Gorkhi-Terelj je 37 km vzhodno od glavnega mesta Ulan Bator. Med znamenitostmi sta jezero Khagiin Khar, 20 m globoko ledeniško jezero 80 km gorvodno od turističnih kampov, in vroči vrelci Jestii, naravni vrelci 18 km gorvodno. V parku je tudi budistični samostan, ki je odprt za obiskovalce.                                             |
| 4  | Narodni park Hustajn Nuru                  |       | Provinca Töv 47°46′N 105°53′E / 47.767°N 105.883°E       | Narodni parki Mongolije se nahaja v Mongolija · Narodni parki Mongolije | 506            | 1993             | Park, imenovan tudi Hustai Nuruu (Brezove gore), je približno 70 km zahodno od Ulan Batorja v osrednji Mongoliji. Leži na stepskem terenu vzdolž gorovja Khentii, skozi katerega teče reka Tuul. Je del območja, ki je na Unescovem seznamu človek in biosfera, in podpira ponovno naselitev ogroženega Przewalskega konja.                     |
| 5  | Narodni park Jezera Khövsgöl               |       | Provinca Khövsgöl 51°12′N 100°50′E / 51.200°N 100.833°E  | Narodni parki Mongolije se nahaja v Mongolija · Narodni parki Mongolije | 8381           | 1992             | Park pokriva ozemlje okoli jezera Khovsgul, največjega sladkovodnega jezera v Mongoliji (več kot 1600 kvadratnih kilometrov in povprečno več kot 122 metrov globokega). Jezero Khovsgul, ki je v severozahodni Mongoliji na meji z Rusijo, včasih imenujejo tudi mlajša sestra Bajkalskega jezera na severu.                                    |
| 6  | Narodni park Huargas Nur                   |       | Provinca Khovd 47°58′N 92°50′E / 47.967°N 92.833°E       | Narodni parki Mongolije se nahaja v Mongolija · Narodni parki Mongolije | 8503           | 1997             | Hargas Nur je veliko (1481 km2) slano jezero v porečju Velikih jezer v zahodni Mongoliji, obdano s puščavo in grmičevjem. Je na pol poti med jezerom Uvs, 70 km severno, in narodnim parkom Har Us Nuur, 70 km južno. Jezero je znano po vročih vrelcih.                                                                                        |
| 7  | Narodni park Tarvagatai Nuru               |       | Provinca Zavkhan 48°00′N 97°30′E / 48°N 97.5°E           | Narodni parki Mongolije se nahaja v Mongolija · Narodni parki Mongolije | 6576           | 2000             | Park pokriva jugozahodni del gorovja Tarvagatai v gorovju Hangaj v osrednji Mongoliji. Park je oddaljen in varuje prehodno območje med polsušno stepo na jugu in iglastimi gozdovi na severnem pobočju gorovja. Leta 2002 je velik požar požgal znaten del parka, vključno z 800 kvadratnimi kilometri gozda.                                   |
| 8  | Narodni park Cambagarav Uul                |       | provinca Bajan-Ölgii 48°42′N 91°00′E / 48.7°N 91°E       | Narodni parki Mongolije se nahaja v Mongolija · Narodni parki Mongolije | 1137           | 2000             | Gora Cambagarav je samostojna gora v mongolskem Altaju, ki se dviga na 4193 metrov nadmorske višine. Park se ponaša z ledeniki, skalnatimi soteskami in ledeniškimi jezeri. |
| 9  | Narodni park Bulgan Gol-Ikh Ongog          |       | provinca Bajan-Ölgii 46°06′N 91°10′E / 46.1°N 91.16°E    | Narodni parki Mongolije se nahaja v Mongolija · Narodni parki Mongolije | 927            | 2011             | Reka Bulgan se razcepi v številne vijugaste potoke, jezera in mokrišča, ki kot da tečejo skozi dolino v parku. Območje je pomembno postajališče za ptice selivke. Med vrstami v parku sta ranljivi vzhodni kraljevi orel in južna postovka. |
| 10 | Čigertejn Golin Ai Sav                     |       | provinca Bajan-Ölgii 47°48′N 90°15′E / 47.8°N 90.25°E    | Narodni parki Mongolije se nahaja v Mongolija · Narodni parki Mongolije | 1672           | 2012             | Dolina reke Čigertej je 32 kilometrov široka ledeniška dolina zahodno od Delüüna v gorovju Altaj na zahodni meji Mongolije s Kitajsko. Macesnovi gozdovi rastejo na severnih pobočjih gora od 2400 do 2800 metrov nadmorske višine. |
| 11 | Narodni park Dariganga                     |       | Provinca Sükhbaatar 45°15′N 114°00′E / 45.25°N 114.0°E   | Narodni parki Mongolije se nahaja v Mongolija · Narodni parki Mongolije | 645            | 2004             | Park je na planoti Dariganga v jugovzhodni Mongoliji. Okoli jezera Ganga so tako puščava Gobi kot stepa. Območje je mokrišče Ramsarske konvencije mednarodnega pomena, ki podpira gnezditvene in selitvene vodne ptice, kot sta ranljivi belovrati žerjav (Antigone vipio) in ranljiva velika droplja (Otis tarda).                             |
| 12 | Narodni park Har Us Nur                    |       | Provinca Khovd 48°18′N 92°44′E / 48.3°N 92.74°E          | Narodni parki Mongolije se nahaja v Mongolija · Narodni parki Mongolije | 8503           | 1997             | Park se razprostira okoli jezer Khar-Us, Khar in Dörgön v porečju Velikih jezer v zahodni Mongoliji. |
| 13 | Narodni park Ikh Bogd Uul                  |       | Provinca Bajankhongo 45°00′N 100°18′E / 45°N 100.3°E     | Narodni parki Mongolije se nahaja v Mongolija · Narodni parki Mongolije | 2629           | 2008             | Ikh Bogd ('Veliki svetnik') je najvišja gora v gorovju Altaj-Gobi, jugovzhodnem izbočju Altaja. Srednji in visoki nadmorski višini se razprostirajo alpski travniki in gorske stepe. Gorovje, s polsušnimi puščavami na severu in jugu, ohranja redke vrste, kot sta skoraj ogroženi argali (Ovis ammon) in Pallasova mačka (Otocolobus manul). |
| 14 | Narodni park Hangaj Nuru                   |       | Provinca Arkhangai 47°12′N 101°24′E / 47.2°N 101.4°E     | Narodni parki Mongolije se nahaja v Mongolija · Narodni parki Mongolije | 8885           | 1996             | Park se razteza čez srednje verige večjega gorovja Hangaj v zahodno-osrednji Mongoliji. V severovzhodnem delu parka je znameniti samostan Tövkhön. |
| 15 | Narodni park gore Kan-Hohi Huargas         |       | Provinca Uvs 49°25′N 94°47′E / 49.42°N 94.79°E           | Narodni parki Mongolije se nahaja v Mongolija · Narodni parki Mongolije | 3413           | 2000             | Gorovje Khan-Hohi je zahodni podaljšek gorovja Hangaj v provinci Uvs. Gorovje ločuje depresijo Uvs na severu od depresije jezera Khjargas na jugu. Narodni park Khan-Hohi je ločeno ozemlje od narodnega parka Khjargas Nur, 20 km južno. |
| 16 | Narodni park Khorgo-Terkhin Cagan Nur      |       | Provinca Arkhangai 48°12′N 99°48′E / 48.2°N 99.8°E       | Narodni parki Mongolije se nahaja v Mongolija · Narodni parki Mongolije | 773            | 1965             | Središče parka je jezero Terkhin Cagan, sladkovodno jezero v gorovju Hangaj in bližnji vulkan Khorgo (ugasli). |
| 17 | Mongol Els                                 |       | Provinca Zavkhan 47°36′N 94°42′E / 47.6°N 94.7°E         | Narodni parki Mongolije se nahaja v Mongolija · Narodni parki Mongolije | 2713           | 2010             | Ta narodni park Mongolski peski leži približno 100 km jugovzhodno od jezera Khar (Khovd). Pokriva 300 km dolgo peščeno nahajališče, ki teče čez dolino reke Zavkhan. |
| 18 | Narodni park Munkhairhan                   |       | provinca Bajan-Ölgii 47°00′N 92°30′E / 47°N 92.5°E       | Narodni parki Mongolije se nahaja v Mongolija · Narodni parki Mongolije | 5061           | 2011             | Park je na gori Mönkhairhan, drugi najvišji gori v Mongoliji. |
| 19 | Narodni park Mjangan-Ugalzat               |       | Provinca Khovd 46°18′N 93°12′E / 46.3°N 93.2°E           | Narodni parki Mongolije se nahaja v Mongolija · Narodni parki Mongolije | 3038           | 2011             | Park pokriva sektor visoke puščavske stepe mongolskega Altaja v zahodni Mongoliji. Park je bil ustanovljen za zaščito populacij ranljivega altajskega argalija (Ovis ammon ammon). |
| 20 | Narodni park Nojon Hangaj                  |       | Provinca Arkhangai 47°45′N 99°30′E / 47.75°N 99.50°E     | Narodni parki Mongolije se nahaja v Mongolija · Narodni parki Mongolije | 591            | 1998             | Gorovje Nojon Hangaj je gorovje v južno-osrednjem delu širšega gorovja Hangaj. Na tem območju so geotermalni vrelci na nadmorski višini 2300 metrov. |
| 21 | Narodni park Onon-Balj                     |       | Provinca Khenti 48°59′N 111°06′E / 48.98°N 111.1°E       | Narodni parki Mongolije se nahaja v Mongolija · Narodni parki Mongolije | 4148           | 2000             | Onon-Balj zajema sotočje rek Onon in Balj v Dadal Soumu v provinci Khenti. Območje ima številne reke, jezera in puščavsko-stepski teren. |
| 22 | Dolina Orhona                              |       | Provinca Övörkhangai 47°27′N 102°43′E / 47.45°N 102.72°E | Narodni parki Mongolije se nahaja v Mongolija · Narodni parki Mongolije | 3530           | 2006             | Dolina reke Orhon vzhodno od gorovja Hangaj, na pašnikih in s številnimi zgodovinskimi in arheološkimi najdišči. Najdišče Karakorum, prestolnice Džingiskanovega cesarstva iz 13. stoletja. Unescova svetovna dediščina (Kulturna krajina doline Orkhon) in zaščiteno območje UICN (Orxoni Xundii).                                             |
| 23 | Narodni park Siilxem Nuruu                 |       | provinca Bajan-Ölgii 49°44′N 89°52′E / 49.74°N 89.87°E   | Narodni parki Mongolije se nahaja v Mongolija · Narodni parki Mongolije | 881            | 2000             | Razprostira se na dveh ločenih sektorjih vzdolž meje z Rusijo v gorovju Siilkhem, severovzhodno od altajskega Tavan Bogda. Sektor 'A' je najsevernejše območje altajskega argalija, sektor 'B' pa je habitat snežnega leoparda. |
| 24 | Narodni park Tengis-Šishged                |       | Provinca Khövsgöl 51°29′N 98°44′E / 51.49°N 98.73°E      | Narodni parki Mongolije se nahaja v Mongolija · Narodni parki Mongolije | 8757           | 2000             | Park pokriva spodnji tok reke Šišged, kot da teče proti zahodu iz doline Darkhad v severni Mongoliji. Pokrajina je značilna za visoke vrhove s strmimi pobočji in široke poledenele doline. Varuje kulturno območje ljudstva Dukha, nomadskih pastirjev severnih jelenov.                                                                       |
| 25 | Narodni park Tujiin Nars                   |       | Provinca Selenge 50°06′N 106°24′E / 50.1°N 106.4°E       | Narodni parki Mongolije se nahaja v Mongolija · Narodni parki Mongolije | 708            | 2002             | Tujiin Nars je borov gozd v provinci Selenge v severni Mongoliji. V parku potekajo obsežna prizadevanja za obnovo gozdov, saj si park opomore od gozdnih požarov in nezakonite sečnje v 1990-ih. |
| 26 | Narodni park Ulaagčini Kar Nuur            |       | Provinca Zavkhan 48°22′N 95°37′E / 48.37°N 95.62°E       | Narodni parki Mongolije se nahaja v Mongolija · Narodni parki Mongolije | 2594           | 2010             | Park obsega dve veliki sladkovodni jezeri, jezero Bajan na zahodu in jezero Ulaagčini Kar 50 km vzhodno. To je »jezero Kar« v provinci Zavkhan, v kotlini pod gorovjem Tarvagataj. Ulaagčin Kar je obdan s peščenimi sipinami in gorami. |
| 27 | Narodni park Undurkan Uul                  |       | Provinca Khentii 47°30′N 110°27′E / 47.5°N 110.45°E      | Narodni parki Mongolije se nahaja v Mongolija · Narodni parki Mongolije | 88             | 2012             | Najdišče je majhno in pokriva osamljeno goro, obdano z nižinami, približno 25 km severno od Öndörkana. |
| 28 | Narodni park Khogno Kan                    |       | Provinca Bulgan 47°28′N 103°38′E / 47.47°N 103.64°E      | Narodni parki Mongolije se nahaja v Mongolija · Narodni parki Mongolije | 841            | 2003             | Gora Khogno Kan je približno 60 km vzhodno od Karakoruma. V parku je veliko zgodovinskih znamenitosti, vključno z ruševinami samostana iz 17. stoletja. |
| 29 | Narodni park Zag Bajdragin Golin Ekhen Sav |       | Provinca Bajankhongor 47°30′N 99°28′E / 47.5°N 99.46°E   | Narodni parki Mongolije se nahaja v Mongolija · Narodni parki Mongolije | 1163           | 2012             | Park pokriva dolini rek Bajdrag in Zag, ki tečeta proti jugu iz gorovja Hangaj v zahodno-osrednji Mongoliji. |